# Callionima denticulata
Callionima denticulata (Schaus, 1895) è un lepidottero appartenente alla famiglia Sphingidae, diffuso in America Centrale e Meridionale.

## Descrizione

### Adulto
La specie è morfologicamente molto affine a C. pan pan, rispetto alla quale, tuttavia, l'apice dell'ala anteriore appare troncato di netto, ed il margine esterno risulta molto scavato al di sotto dell'apice, e fortemente dentellato; quanto descritto sulla forma dell'ala anteriore ha valore diagnostico (D'Abrera, 1986). La metà basale della pagina inferiore dell'ala anteriore è di un arancio vivo, e contrasta fortemente con il grigio brunastro della parte distale (soprattutto nel maschio), a differenza di quanto avviene in C. pan pan e C. pan neival, nelle quali l'intera pagina inferiore appare grigiastra (D'Abrera, 1986).

L'ala posteriore presenta una pagina superiore simile a C. pan pan, ma nella specie in esame la macchia anale nera è larga almeno 1,5 mm.

Nel genitale maschile, affine a quello di C. pan neival, gli apici dei lobi dello gnathos non sono ritorti.

L'apertura alare va da 59 a 72 mm.

### Larva
Il bruco appare verde con spiracoli tracheali rossastri ed una linea longitudinale di punti neri sul dorso. Il corno caudale risulta corto, spesso e color arancio.

### Pupa
I bruchi si impupano negli strati superficiali della lettiera.

## Distribuzione e habitat
L'areale comprende il Messico (Veracruz, Jalapa, locus typicus), il Nicaragua (Rio San Juan), la Costa Rica (Puntarenas, Alajuela, San José, Guanacaste, Carthage, Lemon, Heredia), il Venezuela occidentale (Táchira, Zulia), il Perù (Junin), e la Bolivia (La Paz).

## Biologia
Durante l'accoppiamento, le femmine richiamano i maschi grazie ad un feromone rilasciato da una ghiandola, posta all'estremità addominale. Gli adulti di entrambi i sessi sono attratti dalla luce, ma i maschi più fortemente. I voli appaiono di durata inferiore dopo la mezzanotte.

### Periodo di volo
In Costa Rica è possibile osservare gli adulti in ogni mese dell'anno.

### Alimentazione
I bruchi minano le foglie di alcune specie delle Apocynaceae, tra cui Tabernaemontana alba Mill.

### Parassitismo
Le larve di questa specie sono parassitate da Thyreodon schauffi (Hymenoptera, Ichneumonidae) e da Drino piceiventris (Diptera, Tachinidae).

## Tassonomia

### Sottospecie
Non sono state descritte sottospecie.

### Sinonimi
È stato riportato un unico sinonimo:
- Calliomma denticulata Schaus, 1895